# Николаидева къща (Лерин)
 Тази статия е за къщата в Лерин.  За къщата в Драма вижте Николаидева къща (Драма).  
Николаидевата или Гилевата къща (на гръцки: Οικία Νικολαϊδη, Οικία Γκίλλου) е къща в град Лерин, Гърция, обявена за паметник на културата.

## Местоположение
Къщата е разположена на улица „Бизани“, във Вароша на десния бряг на Сакулева.

## История
Къщата е построена в 1912 година. Теодорос Николаидис е роден в Негован, Леринско, в 1869 година и умира в Лерин в 1966 година. Учи строително инженерство в Браила, Румъния, и работи няколко години в община Лерин.

## Архитектура
Двуетажната еклектична сграда е на линията на застрояване и в контакт със северната странична граница на парцела, като след това се оформя малък двор. Има широки фасади като централната входна зона със стълбището е разширена с трапецовидна издатина към двора, докато отляво и отдясно е организирана стая. Повторението на типа на първия етаж увеличава размера на къщата, докато кухнята и сервизните помещения са организирани в полусутерен. Създаването на таванско помещение чрез разширяване на стълбищната зона извън покрива е по-скоро архитектурен елемент на сградата, без значително да се увеличава полезното ѝ пространство.
Сложните фасади с интензивна декорация в отворите, организирани във вертикални колони, подчертават еклектичния стил. Псевдоколони с керамични капители подчертават краищата на сградата и изглежда, че поддържат декоративната рамка на венеца, докато по-ниско хоризонтални ленти, украсени с малки керамични розетки в един ред, опасват цялата сграда на височината на первазите на прозореца и в основата на капандурата.
Оградата на малкия двор е изградена по изодомична система, има стълбове на равни интервали със сферична каменна шапка, а пространството между тях е затворено със сложна железария.